# Роккапьемонте
Роккапьемонте (итал. Roccapiemonte) — коммуна в Италии, располагается в регионе Кампания, в провинции Салерно.
Население составляет 9263 человека (на 2004 г.), плотность населения составляет 1816 чел./км². Занимает площадь 5,22 км². Почтовый индекс — 84086. Телефонный код — 081.
Покровителем коммуны почитается святой Иоанн Креститель. Праздник ежегодно празднуется 24 июня.